# Jeff Pilson
Jeff Pilson (* 19. ledna 1959, Lake Forest, Illinois, Spojené státy) je americký basový kytarista, v současné době hraje se skupinou Foreigner, dříve hrál s Ronnie Jamesem Diem ve skupině Dio.

## Diskografie
Rock Justice
- Rock Justice (1979)

Dokken
- Tooth and Nail (1984)
- Under Lock and Key (1985)
- Back for the Attack (1987)
- Beast From The East (1988)
- Dysfunctional (1995)
- One Live Night (1995)
- Shadowlife (1997)
- Erase The Slate (1999)
- Live from the Sun (2000)

Michael Lee Firkins
- Michael Lee Firkins (1990)

Wild Horses
- Bareback (1991) - ?
- Dead Ahead (2003)

McAuley Schenker Group
- M.S.G. (1992)

Dio
- Strange Highways (1994)
- Angry Machines (1996)
- Master of the Moon (2004)

Steel Dragon
- Rock Star (Soundtrack)

Lynch/Pilson
- Wicked Underground

War and Peace
- War and Peace - Time Capsule (1993)
- The Fleash And Blood Sessions (1999)
- Light At The End Of The Tunnel (2001)
- The Walls Have Eyes (2004)

Underground Moon
- Underground Moon (2008)

George Lynch
- Sacred Groove (1993)

Foreigner
- Extended Versions (2006)
- No End in Sight: The Very Best of Foreigner (2008)
- Can't Slow Down (2009)